# Lac Windermere (Canada)
Pour les articles homonymes, voir Windermere.
Le lac Windermere (en anglais : Windermere Lake) est un lac près des villes de Windermere et d'Invermere en Colombie-Britannique, au Canada. Ce lac se trouve dans le cours du fleuve Columbia.